# مروحة دافعة

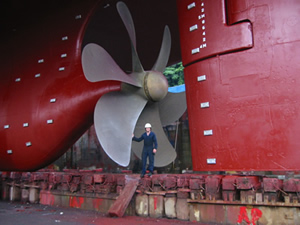
مروحة دافعة على سفينة تجارية بالحجم الحديث المتوسط. تدور المروحة الدافعة تجاه عقارب الساعة لدفع السفينة إلى اتجاه اليسار في الصورة. الشخص الموجود في الصورة يلامس بيده حافة المروحة.

المروحة الدافعة أو المِدْسَرَة هي نوع من المراوح الميكانيكية تنقل الطاقة بتحويل الحركة الدورانية إلى دفع. اختلاف الضغط الناتج بين السطح الأمامي والخلفي للريشة ذات شكل الجنيح، والمائع (مثل الهواء أو الماء) يتسارع وراء الريشة. ديناميكية المروحة الدافعة يمكن أن تكون على غرار مبدأ برنولي والقانون الثالث لنيوتن.

## التاريخ

### التطوير المبكر

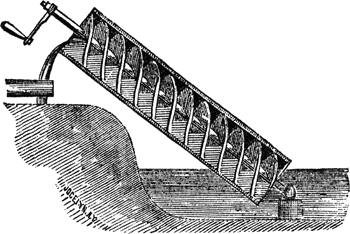
طنبور أرخميدس.

تم تطوير أول محرك مروحي لولبي على يد أمريكي اسمه جون فيتش في عام 1796. كان محركه في شكل لولب يلتف حول قضيب أسطواني. أما أول محرك مروحي برِيَش استُخدمت بنجاح، فقد طوّرها المخترع السويسري الأمريكي جون إريكسن في عام 1836.

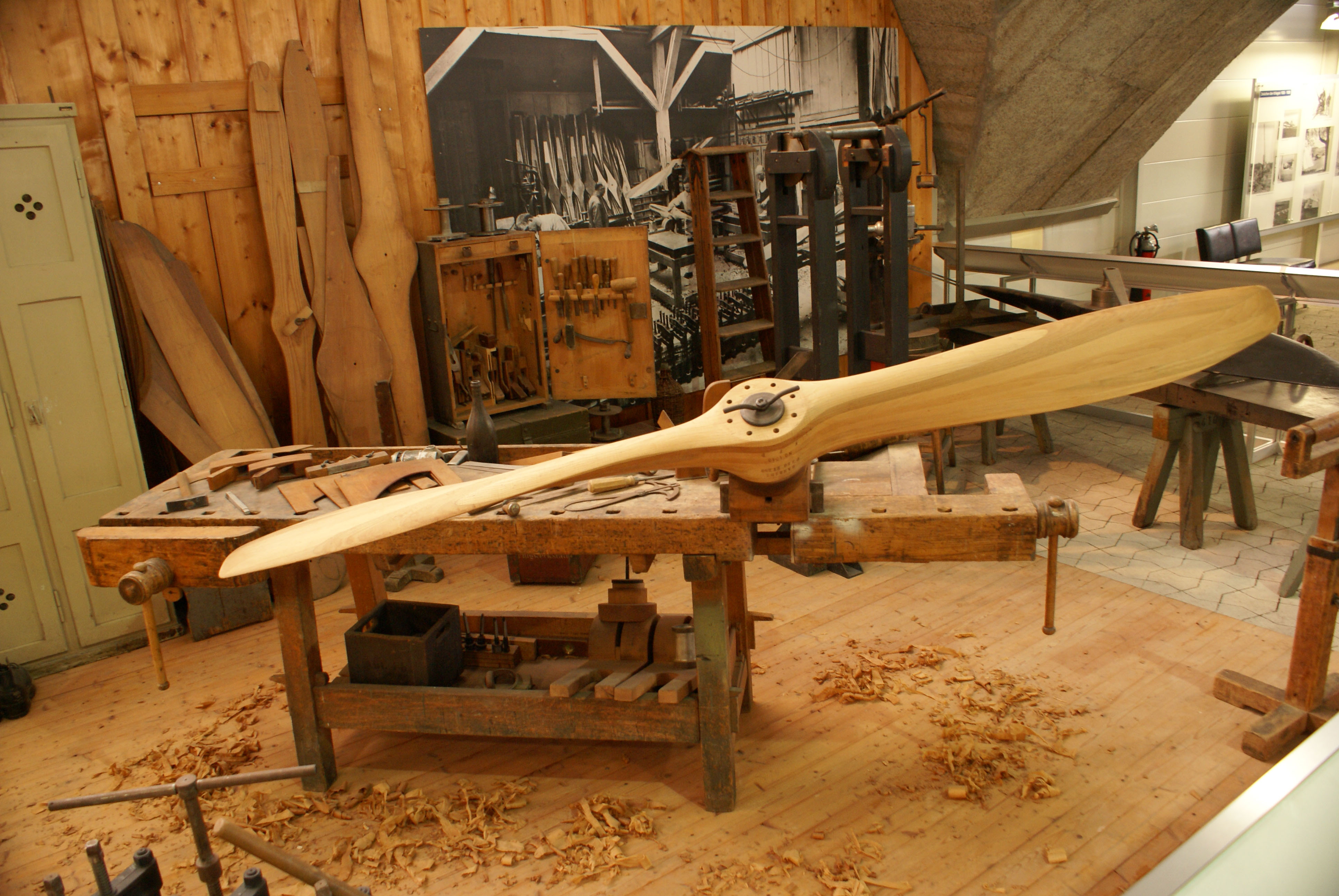
محرك مروحي خشبي لمقاتلة في الحرب العالمية الأولى على طاولة العمل.

### المراوح الدافعة للسفن

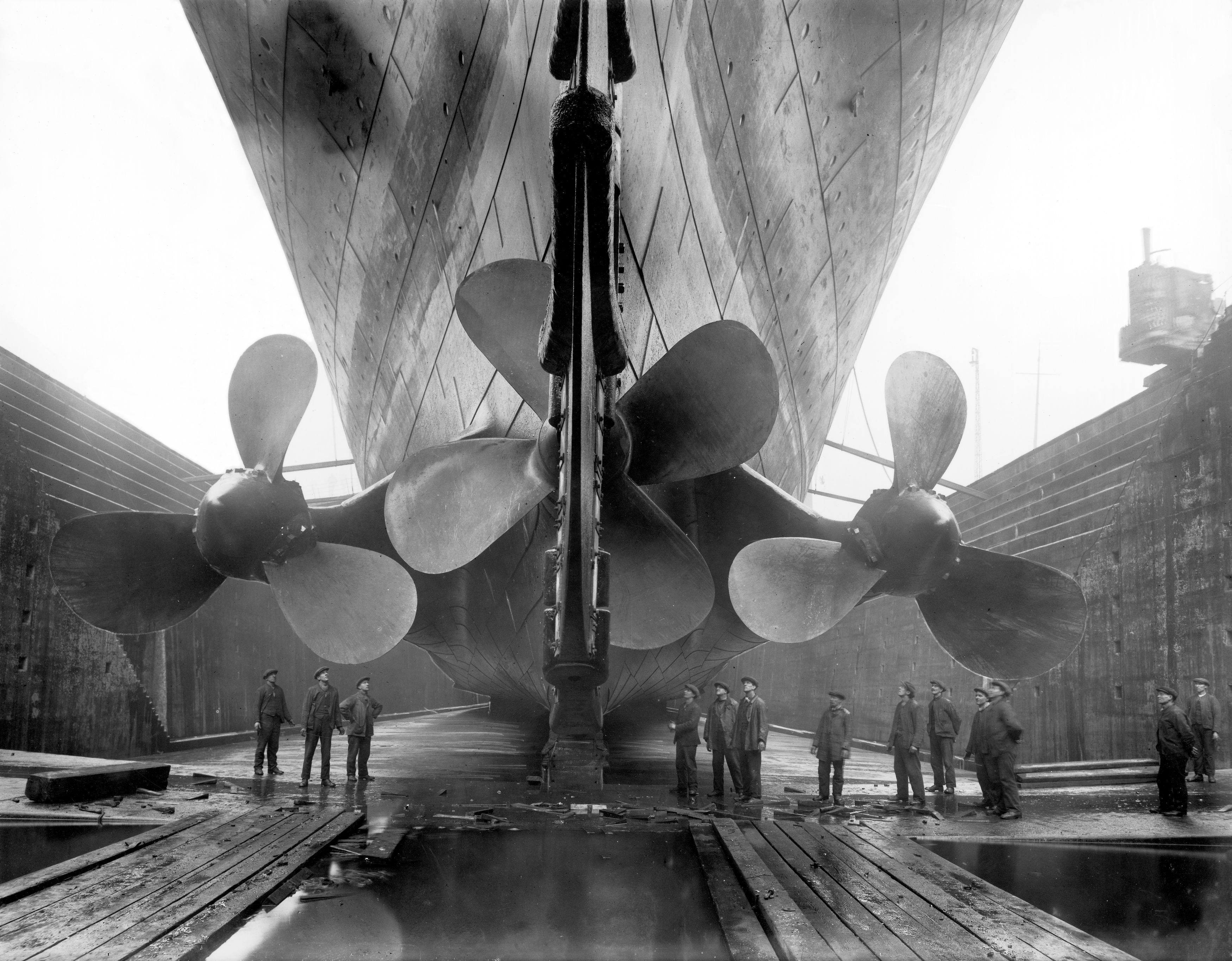
المراوح الدافعة في آر إم إس أوليمبيك، سفينة شقيقة للسفينة آر إم إس تيتانيك.

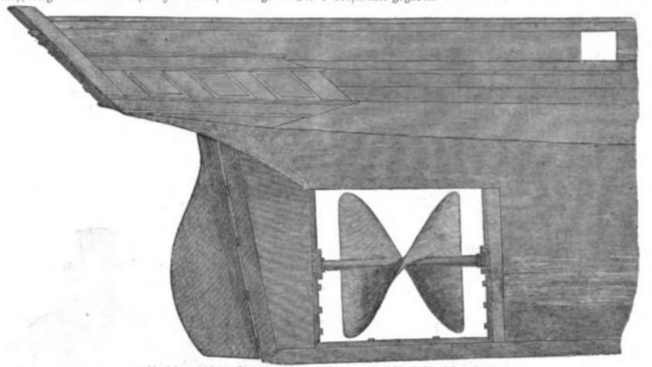
مروحة دافعة لولبية لسفينة إس إس أرخميدس

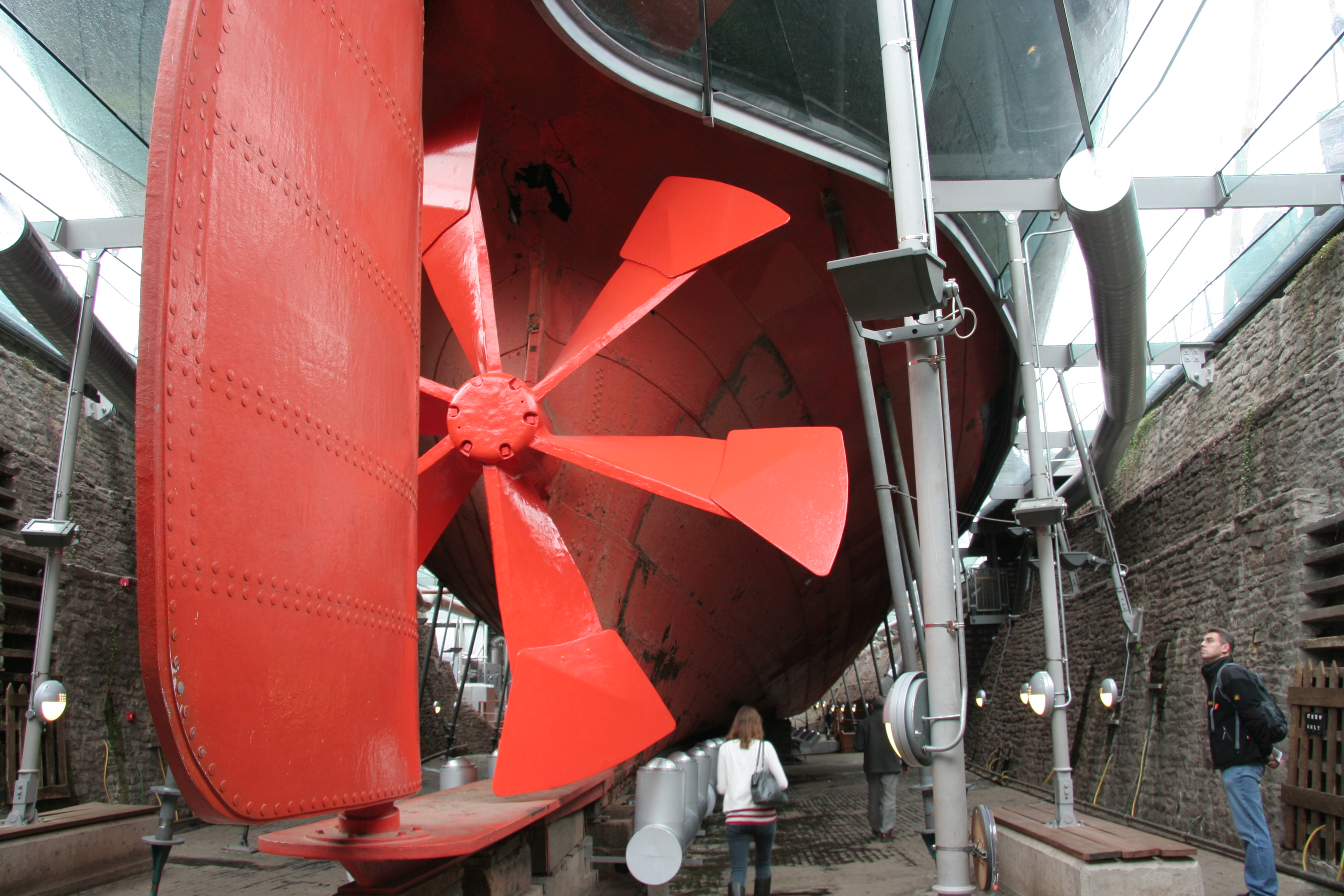
نموذج لأول مروحة دافعة لسفينة إس إس جريت برتن' بُدّلت بمروحة دافعة ذات أربعة أطراف عام 1845.

تتفاوت في القطر من 25 سم للقوارب الصغيرة إلى أكثر من 7.5 م للناقلات الكبرى. وتُصنع هذه المراوح عادة من المنجنيز والبرونز.
تستعمل السفن البحرية في أغلب الأحيان محركات مروحية بثلاث ريش. أما السفن البخارية، فتستعمل محركات مروحية بأربع ريش. وفي السفن ذات اللولب الأحادي، يدور المحرك المروحي إلى اليمين أو باتجاه عقرب الساعة عندما نراها من المؤخرة، عندما تكون السفينة مبحرة إلى الأمام. وللمراكب ذوات اللولبين عادة محركات مروحية تدور إلى الخارج. يدور اللولب على الجانب الأيمن باتجاه مسار عقرب الساعة، بينما يدور اللولب على الجانب الأيسر على عكس مسار عقرب الساعة للتحرك إلى الأمام. والسفن ذوات اللولبين سهلة التوجيه إذا عكس الربان عمل أحد المحركين، بينما يعمل الآخر بقوة إلى الأمام. وتستطيع المدمرات والمراكب الصغيرة الأخرى أن تقوم بدورات حادة بهذه الطريقة. أما المحركات المروحية التقليدية فهي تعتبر أقل فعالية مع السرعة العالية بسبب التكهف. وهو الفراغ الذي يحدث مع دوران المحرك. وهناك نوع من المحركات المروحية تسمى المحركات مفرطة التكهف، يتم تصميمها بحيث يزيد التكهف من كفاية المروحة مع السرعة العالية.

### المراوح الدافعة للطائرات

مروحة أي تي أر 72 أثناء الطيران.

تسمى أيضًا المراوح الهوائية. ولها ريشتان أو أكثر. وتشبه المقاطع العرضية للريشة التي تمثل شرائح لانسياب الهواء تلك التي تستعمل في أجنحة الطائرة.
والخطران هو الزاوية بين المقطع العرضي للريشة وسطح الطائرة الذي يدور فيه المحرك المروحي. وتكون ريش المحرك المروحي ملتوية، لذلك يتغير مجال الانحدار على طول الريشة. ونتيجة لذلك، تقابل ريشة المحرك المروحي الهواء في الزاوية التي تعطيها أقصى قدرة على الدوران. وتنخفض قوة دوران المحرك المروحي، ويزداد الدوي الذي تحدثه بسرعة، كلما زادت سرعة أطراف الريش إلى ما يفوق سرعة الصوت.
المحرك المروحي ذو الخطران الثابت هو الذي تكون فيه زاوية تركيب الريش ثابتة. ومثل هذه المحركات فعّال فقط عندما تكون سرعة الطيران واحدة، ولإنتاج قدرة محددة. وهي مستعملة عادة في الطائرات الصغيرة.
المحرك المروحي ذو السرعة الثابتة له خطران متغير. وتتعدل زاوية الريش باستمرار لتعطي أقصى كفاءة تشغيل مع كل سرعة طيران. تدور المروحة تلقائيًا عدد الدورات نفسها في الدقيقة تحت كل ظروف الطيران. وهي لا تزيد سرعة مع الانحدار ولا تفقد سرعة في الصعود. وتستعمل هذه المحركات في طائرات النقل.
ولكثير من المحركات المروحية ذات السرعة الثابتة مميزات خاصة يُلجأ إلى استخدامها في حالات الطوارئ. مثلاً، هناك جهاز تقويم يمكِّن قائد الطائرة من زيادة انفراج زاوية الريشة حتى تنبسط الرِيَش مع توقف المحرك. وفي حالة تعطل المحرك، يستطيع الطيار تحريك أو إدارة الرِيَش حتى توازي الأطراف الأمامية والخلفية، مسار الطيران. وهذا الإجراء يقلل من مقاومة المحرك المروحي للهواء، ويمنع أي ضرر يحتمل أن يصيب المحرك.
والميزة الأخرى لكثير من المحركات المروحية ذات السرعة الثابتة هي أن الخطران قابل للانعكاس. ففي مثل هذه المحركات، يمكن وضع الرِيَش على مسافة انحدار عكسي حتى ينعكس اتجاه الدفع. وهذا يعمل كابحا ويخفض سرعة الانسياب على الأرض عند الهبوط. وللخطران القابل للانعكاس فائدة كبيرة للطائرات الضخمة، خاصة إذا كانت المدارج مغطاة بالجليد أو الثلج إلى درجة التأثير على كفاية كابحات العجلات.

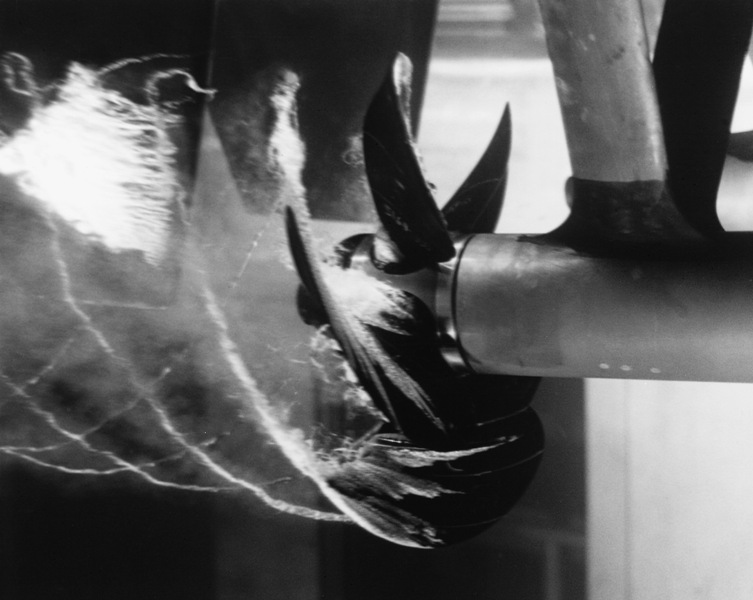
Cavitating مروحة دافعة في تجربة نفق مياه

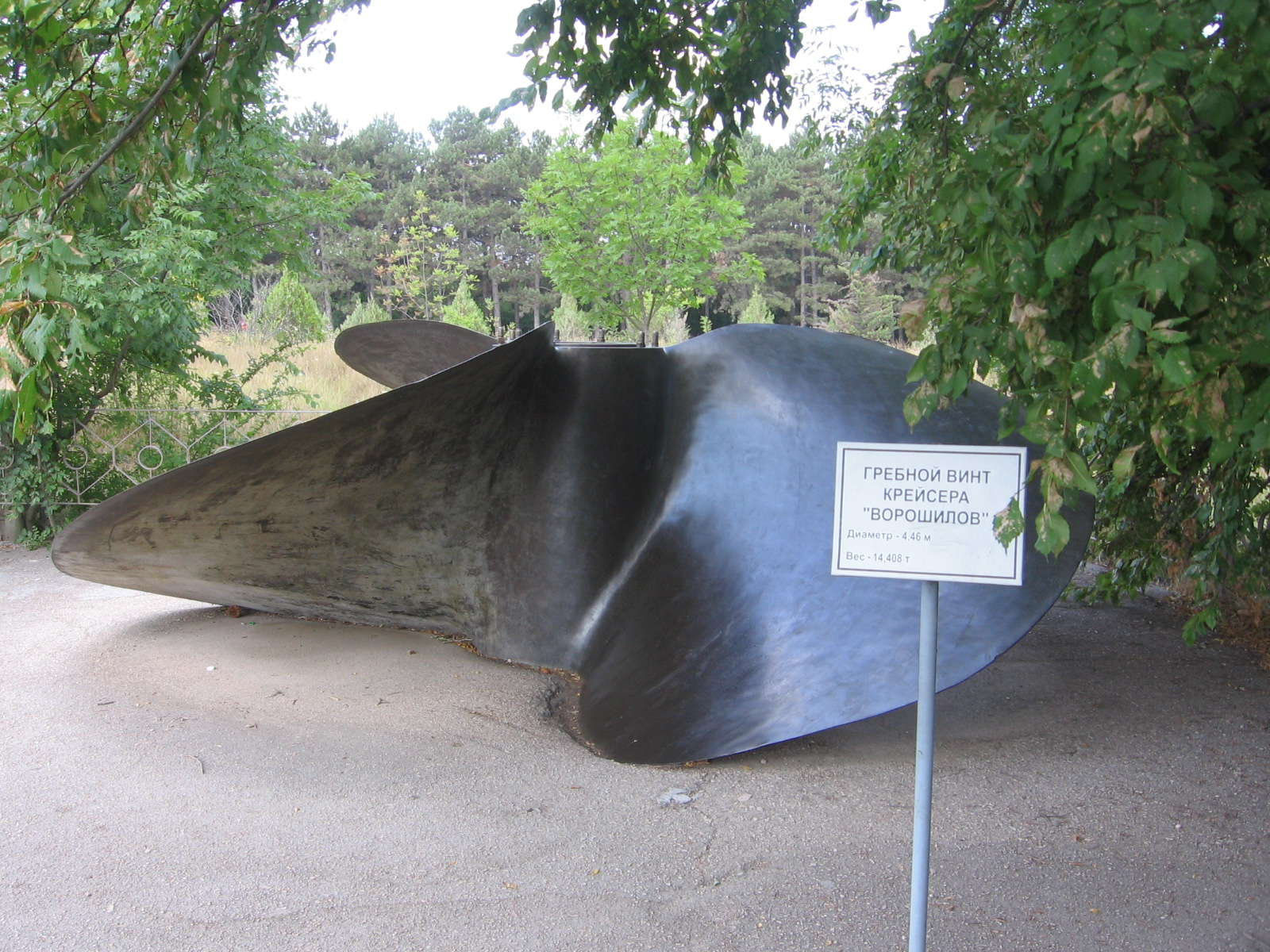
مروحة دافعة وزنها يبلغ 14 طن Voroshilov, في عرض في سيفاستوبول